# Simon M. Carlsson
Simon Melker Carlsson, (Melker Simon enligt födelseboken) född 26 april 1892 i Tryserum i Kalmar län, död 13 december 1939 i Brännkyrka församling i Stockholm, var en svensk entreprenör och redare.
Simon M Carlsson utbildade sig på Hermods korrespondensinstitut 1914–1916 och som elev på Dyviks Trävaru AB 1916–1917. Han studerade också vid Örebromissionen för att bli missionär. Han blev anställd på Dyviks Trävaru AB 1919 och var kontorist på Chronberg & Lindholm 1920. 
Han startade motorpråmrörelse i Stockholm 1918, vedhandel och egen skeppsrederirörelse 1922, senare namnändrat till Simsonrederiet. Efter hans död 1939 avvecklades flottan, men företaget levde vidare som befraktare och skeppsmäklare (numera Simsonship AB).
Simon M Carlsson var aktiv i frikyrkorörelsen och grundade Korskyrkan i Stockholm.
Simon Carlsson var gift första gången med Agnes Eriksson (1887–1933) och andra gången med Astrid Nora Oskaria Nygren (1907–1980). De är alla begravda på Skogskyrkogården i Stockholm.